# Raven Klaasen
Raven Klaasen nacido el 16 de octubre de 1982, en King William's Town, Sudáfrica es un tenista profesional. Principalmente participa en el ámbito del circuito de la ATP Challenger Series.
Su ranking en individuales más alto, lo alcanzó el 24 de octubre de 2011 al llegar hasta el puesto N.º 208, en cuanto a dobles escaló hasta la posición N° 18 del ranking mundial el 3 de noviembre de 2014.
Ha ganado hasta el momento 8 títulos Futures en individuales. Pero sus mayores logros se concentran en dobles. Klaasen obtuvo hasta ahora nueve títulos de dobles en el ATP Challenger Tour. En los años 2011 y 2012, ganó tres de ellos con su socio John Paul Fruttero con quien también disputó otras cinco finales.
En mayo del año 2013, llega su participación más destacada en toda su carrera, gana por primera vez un título ATP. Se adjudica el Torneo de Niza junto al sueco Johan Brunström derrotan en la final a la pareja colombiana conformada por Juan Sebastián Cabal y Robert Farah por 6-3, 6-2.
Desde el año 2009, es participante habitual en el Equipo de Copa Davis de Sudáfrica. Ha disputado un total de 7 encuentros con un global positivo de 5 ganados y 2 perdidos (3-1 en individuales y 2-1 en dobles).

## Torneos de Grand Slam

### Dobles

#### Finalista (2)
| Año  | Torneo               | Pareja        | Oponentes en la final         | Resultado                  |
| 2014 | Abierto de Australia | Eric Butorac  | Łukasz Kubot Robert Lindstedt | 3-6, 3-6                   |
| 2018 | Wimbledon            | Michael Venus | Mike Bryan Jack Sock          | 3-6, 7-6(7), 3-6, 7-5, 5-7 |

## Título ATP (19; 0+19)

### Dobles (19)
| Leyenda dobles            |
| Grand Slam (0)            |
| ATP World Tour Finals (0) |
| ATP Masters 1000 (2)      |
| ATP World Tour 500 (6)    |
| ATP World Tour 250 (11)   |

| No. | Fecha                    | Torneo       | Superficie    | Pareja            | Rival                                        | Resultado           |
| --- | ------------------------ | ------------ | ------------- | ----------------- | -------------------------------------------- | ------------------- |
| 1.  | 25 de mayo de 2013       | Niza         | Tierra batida | Johan Brunstrom   | Juan Sebastián Cabal Robert Farah            | 6-3, 6-2            |
| 2.  | 22 de septiembre de 2013 | Metz         | Dura (i)      | Johan Brunstrom   | Nicolas Mahut Jo-Wilfried Tsonga             | 6-4, 7-6(5)         |
| 3.  | 29 de septiembre de 2013 | Kuala Lumpur | Dura (i)      | Eric Butorac      | Pablo Cuevas Horacio Zeballos                | 6-2, 6-4            |
| 4.  | 16 de febrero de 2014    | Memphis      | Dura (i)      | Eric Butorac      | Bob Bryan Mike Bryan                         | 6-4, 6-4            |
| 5.  | 19 de octubre de 2014    | Estocolmo    | Dura (i)      | Eric Butorac      | Treat Huey Jack Sock                         | 6-4, 6-3            |
| 6.  | 17 de enero de 2015      | Auckland     | Dura          | Leander Paes      | Dominic Inglot Florin Mergea                 | 7-6(1), 6-4         |
| 7.  | 21 de junio de 2015      | Halle        | Hierba        | Rajeev Ram        | Rohan Bopanna Florin Mergea                  | 7-6(5), 6-2         |
| 8.  | 11 de octubre de 2015    | Tokio        | Dura          | Marcelo Melo      | Juan Sebastián Cabal Robert Farah            | 7-6(5), 3-6, [10-7] |
| 9.  | 18 de octubre de 2015    | Shanghái     | Dura          | Marcelo Melo      | Simone Bolelli Fabio Fognini                 | 6-3, 6-3            |
| 10. | 19 de junio de 2016      | Halle        | Hierba        | Rajeev Ram        | Łukasz Kubot Alexander Peya                  | 7-6(5), 6-2         |
| 11. | 2 de octubre de 2016     | Chengdú      | Dura          | Rajeev Ram        | Pablo Carreño Mariusz Fyrstenberg            | 7-6(2), 7-5         |
| 12. | 26 de febrero de 2017    | Delray Beach | Dura          | Rajeev Ram        | Treat Huey Max Mirnyi                        | 7-5, 7-5            |
| 13. | 18 de marzo de 2017      | Indian Wells | Dura          | Rajeev Ram        | Łukasz Kubot Marcelo Melo                    | 6-7(1), 6-4, [10-8] |
| 14. | 25 de febrero de 2018    | Marsella     | Dura (i)      | Michael Venus     | Marcus Daniell Dominic Inglot                | 6-7(2), 6-3, [10-4] |
| 15. | 23 de junio de 2019      | Halle        | Hierba        | Michael Venus     | Łukasz Kubot Marcelo Melo                    | 4-6, 6-3, [10-4]    |
| 16. | 4 de agosto de 2019      | Washington   | Dura          | Michael Venus     | Jean-Julien Rojer Horia Tecău                | 3-6, 6-3, [10-2]    |
| 17. | 25 de octubre de 2020    | Colonia II   | Dura (i)      | Ben McLachlan     | Kevin Krawietz Andreas Mies                  | 6-2, 6-4            |
| 18. | 8 de agosto de 2021      | Washington   | Dura          | Ben McLachlan     | Neal Skupski Michael Venus                   | 7-6(4), 6-4         |
| 19. | 2 de octubre de 2022     | Seúl         | Dura          | Nathaniel Lammons | Nicolás Barrientos Miguel Ángel Reyes Varela | 6-1, 7-5            |

#### Finalista (23)
| N.º | Fecha                   | Torneos               | Superficie    | Pareja          | Oponentes                           | Resultado                  |
| --- | ----------------------- | --------------------- | ------------- | --------------- | ----------------------------------- | -------------------------- |
| 1.  | 10 de febrero de 2013   | Montpellier           | Dura (i)      | Johan Brunström | Marc Gicquel Michaël Llodra         | 3-6, 6-3, [9-11]           |
| 2.  | 25 de enero de 2014     | Abierto de Australia  | Dura          | Eric Butorac    | Łukasz Kubot Robert Lindstedt       | 3-6, 3-6                   |
| 3.  | 11 de enero de 2015     | Chennai               | Dura          | Leander Paes    | Yen-hsun Lu Jonathan Marray         | 3-6, 6-7(4)                |
| 4.  | 22 de febrero de 2015   | Delray Beach          | Dura          | Leander Paes    | Bob Bryan Mike Bryan                | 3-6, 6-3, [6-10]           |
| 5.  | 23 de mayo de 2015      | Ginebra               | Dura          | Yen-Hsun Lu     | Juan Sebastián Cabal Robert Farah   | 5-7, 6-4, [7-10]           |
| 6.  | 4 de octubre de 2015    | Kuala Lumpur          | Dura (i)      | Rajeev Ram      | Treat Huey Henri Kontinen           | 6-7(4), 2-6                |
| 7.  | 2 de abril de 2016      | Miami                 | Dura          | Rajeev Ram      | Pierre-Hugues Herbert Nicolas Mahut | 7-5, 1-6, [7-10]           |
| 8.  | 21 de mayo de 2016      | Ginebra               | Tierra batida | Rajeev Ram      | Steve Johnson Sam Querrey           | 4-6, 1-6                   |
| 9.  | 11 de junio de 2016     | 's-Hertogenbosch      | Hierba        | Dominic Inglot  | Mate Pavić Michael Venus            | 6-3, 3-6, [9-11]           |
| 10. | 9 de octubre de 2016    | Tokio                 | Dura          | Rajeev Ram      | Marcel Granollers Marcin Matkowski  | 2-6, 6-7(4)                |
| 11. | 20 de noviembre de 2016 | ATP World Tour Finals | Dura (i)      | Rajeev Ram      | Henri Kontinen John Peers           | 6-2, 1-6, [8-10]           |
| 12. | 17 de junio de 2017     | 's-Hertogenbosch      | Hierba        | Rajeev Ram      | Łukasz Kubot Marcelo Melo           | 3-6, 4-6                   |
| 13. | 16 de junio de 2018     | 's-Hertogenbosch      | Hierba        | Michael Venus   | Dominic Inglot Franko Škugor        | 6-7(3), 5-7                |
| 14. | 14 de julio de 2018     | Wimbledon             | Hierba        | Michael Venus   | Mike Bryan Jack Sock                | 3-6, 7-6(7), 3-6, 7-5, 5-7 |
| 15. | 12 de agosto de 2018    | Toronto               | Dura          | Michael Venus   | Henri Kontinen John Peers           | 2-6, 7-6(7), [6-10]        |
| 16. | 7 de octubre de 2018    | Tokio                 | Dura          | Michael Venus   | Ben McLachlan Jan-Lennard Struff    | 4-6, 5-7                   |
| 17. | 12 de enero de 2019     | Auckland              | Dura          | Michael Venus   | Ben McLachlan Jan-Lennard Struff    | 3-6, 4-6                   |
| 18. | 19 de mayo de 2019      | Roma                  | Tierra batida | Michael Venus   | Juan Sebastián Cabal Robert Farah   | 1-6, 3-6                   |
| 19. | 17 de noviembre de 2019 | ATP World Tour Finals | Dura (i)      | Michael Venus   | Pierre-Hugues Herbert Nicolas Mahut | 3-6, 4-6                   |
| 20. | 29 de febrero de 2020   | Dubái                 | Dura          | Oliver Marach   | John Peers Michael Venus            | 3-6, 2-6                   |
| 21. | 20 de febrero de 2022   | Marsella              | Dura (i)      | Ben McLachlan   | Denys Molchanov Andrey Rublev       | 6-4, 5-7, [7-10]           |
| 22. | 17 de julio de 2022     | Newport               | Hierba        | Marcelo Melo    | William Blumberg Steve Johnson      | 4-6, 5-7                   |
| 23. | 6 de agosto de 2022     | Los Cabos             | Dura          | Marcelo Melo    | William Blumberg Miomir Kecmanović  | 0-6, 1-6                   |

## ATP Challenger Tour

### Dobles (11)
| No. | Fecha      | Torneo                  | Superficie | Pareja             | Rival                                 | Resultado              |
| --- | ---------- | ----------------------- | ---------- | ------------------ | ------------------------------------- | ---------------------- |
| 1.  | 17.05.2004 | Challenger de Fergana   | Dura       | Jean-Julien Rojer  | Harsh Mankad Aisam-Ul-Haq Qureshi     | 6-3, 6-1               |
| 2.  | 19.07.2010 | Challenger de Lexington | Dura       | Izak Van der Merwe | Kaden Hensel Adam Hubble              | 5-7, 6-4, [10-6]       |
| 3.  | 15.11.2010 | Challenger de Champaign | Dura       | Izak Van der Merwe | Ryler DeHeart Pierre-Ludovic Duclos   | 4-6, 7-612, [10-4]     |
| 4.  | 16.05.2011 | Challenger de Fergana   | Dura       | John Paul Fruttero | Kyu Tae Im Danai Udomchoke            | 6-0, 6-3               |
| 5.  | 12.03.2010 | Challenger de Pingguo   | Dura       | John Paul Fruttero | Colin Ebelthite Samuel Groth          | 6-2, 6-4               |
| 6.  | 23.04.2012 | Challenger de Kaohsiung | Dura       | John Paul Fruttero | Daniel King-Turner Frederik Nielsen   | 6(6)-7, 7-5, [10-8]    |
| 7.  | 14.05.2012 | Challenger de Fergana   | Dura       | Izak Van der Merwe | Sanchai Ratiwatana Sonchat Ratiwatana | 6-3, 6-4               |
| 8.  | 29.10.2012 | Challenger de Ginebra   | Dura       | Johan Brunström    | Philipp Marx Florin Mergea            | 7-6(2), 6(5)-7, [10-5] |
| 9.  | 27.01.2013 | Challenger de Heilbronn | Dura       | Johan Brunström    | Jordan Kerr Andreas Siljeström        | 6–3, 0–6, [12–10]      |
| 10. | 16.02.2013 | Challenger de Quimper   | Dura       | Johan Brunström    | Jamie Delgado Ken Skupski             | 3-6 6-2 [10-3]         |